# Ісмет Абасов
Ісмет Дурсун огли Абасов (азерб. İsmət Dursun oğlu Abasov) — азербайджанський державний і політичний діяч, заступник прем'єр-міністра Азербайджанської Республіки (з 2013 року).

## Біографія
Ісмет Абасов народився в Єревані.
У 1971 році закінчив середню школу № 9 імені М. Ф. Ахундова в Єревані. У 1976 році закінчив Азербайджанський інститут народного господарства за спеціальністю товарознавець.
В 1976—1980 роках працював старшим інженером і начальником відділу головного управління постачання, заготовок та реалізації Державного комітету виноградарства і виноробства.
У 1980—1989 роках — начальник планово-виробничого відділу, заступник директора з комерційних питань Бакинського заводу шампанських вин.
1989—1990 — заступник директора з економічних питань Бакинської бісквітної фабрики.
У 1990—1993 роках працював заступником директора з економічних питань Бакинського винзаводу № 1.
1993—1997 — заступник директора з виробництва, адміністративний директор Бакинської тютюнової фабрики.
У 1997 році розпорядженням Президента Азербайджанської Республіки призначений першим заступником міністра сільського господарства Азербайджанської Республіки.
2004—2013 — міністр сільського господарства Азербайджанської Республіки.
Ісмет Абасов в 1986 році отримав вчений ступінь кандидата економічних наук.
У 1990 році обраний депутатом Бакинської міської ради.
З 1993 року є членом партії «Новий Азербайджан».
З 2005 року він є членом політради партії «Новий Азербайджан».
C 2013 року — заступник прем'єр-міністра Азербайджанської Республіки.
Президент Федерації настільного тенісу Азербайджану.
Сімейний стан: одружений, має двох дітей, двох онуків.